# Mbesses
Ne doit pas être confondu avec Khobz mbesses ou Bradj.
Le mbesses (ou mbassa ou harcha[réf. nécessaire] ou mtaqba) est une galette algérienne préparée à base de semoule et de beurre et souvent aspergée de miel.

## Description
C'est une galette au beurre ou à l'huile qui se prépare comme le bradj mais sans la pâte de datte. Elle a la particularité d'être sablée et souvent imbibée de miel, d'où son nom mbesses, qui veut dire « aspergé ou imbibé » en berbère zénète "ambesses" du verbe "bbes ou besses = asperger, imbiber".
Elle est soit cuite dans un tajine en terre cuite, soit frite. Elle est souvent en forme de losange, carrée ou circulaire. Elle peut aussi être agrémentée de différentes herbes aromatiques comme le thym.
Dans d'autres régions d'Algérie[pas clair], la harcha[réf. nécessaire] est appelée harchâya dans les campagnes de l'arrière-pays d'Alger, ragda, timharchat en Kabylie ou encore mbesses dans d'autres régions algériennes.

## Consommation et préparation
Le mbesses se déguste avec du beurre et du miel ou bien de la confiture, accompagné de café ou de thé à la menthe.

## Mbessespour la préparation dur'fiss
Cette galette peut être broyée ou émiettée, pour la préparation du rfiss, qui est un mets sucré traditionnel algérien.